# Toompea
Toompea (iz nemščine Domberg, 'Stolnični hrib') je apnenčast grič v osrednjem delu mesta Talin, glavnega mesta Estonije. Hrib je podolgovato planotasto zemljišče, ki meri približno 400 krat 250 metrov, ima površino 7 hektarjev in je približno 20–30 metrov višje od okoliških območij. V ljudskem izročilu je hrib znan kot tumulus nad grobom Kaleva, ki mu ga je v spomin postavila žalujoča žena.
Zgodovina Toompee je tesno povezana z zgodovino vladarjev in moči v Estoniji. Danes je Toompea središče estonske vlade in parlamenta Riigikogu (parlament), ki ju pogosto imenujemo Toompea.  Sedež Riigikogu je grad Toompea, ki je v jugozahodnem kotu hriba, na vrhu je tudi stolp Tall Hermann. Zastava na vrhu stolpa je eden najbolj znanih simbolov veljavne vlade v Estoniji. 
Toompea je del starega mestnega jedra Talina, ki je na Unescovem seznamu svetovne dediščine.

## Geografija
Geološko je Toompea povezana s severnoestonskim klifom (ki je sam pododdelek baltskega klifa). Ločen reliktni otok klifa, Toompea leži približno 1,5 km severozahodno od severnoestonske planote apnenca. Planota in Toompea sta povezana s položnim grebenom peščenjaka. Z vzhoda, severa in zahoda je Toompea 1,5 km omejena s klifom višine do 25 m. Južno pobočje hriba se nižje spušča. Zgornjo plast hriba sestavlja ordovicijski apnenec (debeline približno 5 m), ki je tudi glavna skala, izpostavljena na klifu. Vendar je večina klifa skrita za zaščitno steno in je ostalo le nekaj izboklin.
Toompea se je prvič pojavila kot otok iz Baltskega ledenega jezera pred približno 10.000 leti. Zaradi enakomernega poledenitvenega preboja se je v zgodnji fazi Littorinskega morja povezal s celino. Okoli 5.000 pr. n. št. je morje še vedno doseglo vznožje klifa Toompee. Sodobna obala je od Toompee oddaljena več kot 1 km, vznožje hriba pa leži na 17–20 m nadmorske višine. Hrib v višini doseže približno 48 metrov.

## Mitologija
V estonski mitologiji je Toompea znan kot gomila nad grobom Kaleva, ki mu ga je v spomin postavila njegova žalujoča žena Linda, kot je opisano v nacionalnem epu Kalevipoeg:
 Linda je žalovala za Kalevom en mesec za drugim, dokler niso minili trije meseci, četrti pa je bil daleč naprej. Nad njegov grob je zgrnila kamnito kolo, ki je tvorilo hrib, na katerem zdaj stoji Revelska stolnica. Angleški prevod W.F. Kirby, 1895 

## Zgodovina

### Zgodnja zgodovina
Domneva se, da so prvo trdnjavo na hribu v 10. ali 11. stoletju zgradili prebivalci starodavne estonske grofije Revala. V pozno železni dobi utrjeno naselje verjetno ni imelo stalnih prebivalcev, temveč je bilo sezonsko uporabljeno za zaščito pristanišča in sosednje tržnice. Natančna lokacija trdnjave ni znana, vendar se domneva, da je zasedala le majhen del Toompee, bodisi njeno takrat najvišjo točko nekoliko jugovzhodno od današnje stolnice   ali severni konec hriba. Zgodnji arheološki dokazi s hriba segajo predvsem v drugo polovico 12. stoletja in prvo polovico 13. stoletja. Manjše količine starejših najdb podpirajo stališče, da je trdnjava stala morda že v vikinški dobi.

### Srednji vek
Grad je omenjen v Herikovi livonski kroniki livonskih križarskih vojn z naslovom Lindanise. Kot del križarske vojne je poleti 1219 danski kralj Valdemar II. napadel Talin. Njegovi križarji so prevzeli zapuščeno utrdbo in istega poletja na njenem mestu začeli graditi nov grad, kasneje imenovan Castrum Danorum. Po bitki pri Lindaniseu, ki se je vodila v bližini gradu in je privedla do danske zmage nad Estonci, je bila na hribu zgrajena tudi stolnica, ki pa verjetno ni bila na istem mestu kot današnja.
Poleti 1227 je bil grad na Toompei osvojen po ukazu bratov mečev, ki so takoj po osvojitvi začeli utrjevati hrib. Planota je bila razdeljena na tri dele: Mali grad, Veliki grad in zunanji oddelek (najjužnejši del planote pred obema gradovoma). Prvi kamniti grad Reda (Mali grad) je bil zgrajen v jugozahodnem kotu planote v letih 1227-1229. Prvotni grad je imel približno enako obliko kot poznejše gradnje gradu, vendar je bil nekoliko manjši. Grad je bil Danski vrnjen po Stensbyjski pogodbi leta 1238 in je ostal v njegovi lasti (skupaj s preostalo severno Estonijo) naslednjih 138 let. Leta 1240 je bila zgrajena stolnica na mestu, kjer stoji danes. V drugi polovici 13. stoletja je bil Toompea (Veliki grad) obdan z obzidjem po obodu hriba, ki so ga gradili predvsem vazali, ki so bili lastniki tamkajšnjih parcel.
Od istega obdobja se je Toompea začela razvijati v središče pokrajinske oblasti, duhovščine in plemstva v severni Estoniji. Večina vazalov si je za prebivanje izbrala Toompeo - življenje na njihovih posestvih na osvojenem podeželju se je zdelo preveč nevarno; do konca 13. stoletja je bil Veliki grad gosto naseljen. Razlikovanje med Toompeo in Spodnjim mestom (Talin) se je prav tako razvilo takrat, ko je Talin dobil lastno upravo - vsaj leta 1248, ko je danski kralj Erik IV. mestu podelil mestne pravice Lübecka, ali morda še prej. Leta 1265 je bilo Spodnje mesto izvzeto iz vladavine kastelanov, leta 1288 pa so poveljniki gradu izgubili tudi sodno oblast nad državljani Spodnjega mesta.
Gradbena in razširitvena dela na obeh gradovih so se nadaljevala tudi v naslednjih stoletjih. V prvi polovici 14. stoletja je bila obnovljena južna stena Velikega gradu in njegov jarek je bil povezan z vzhodnim jarkom Malega gradu. Na ta način je bil zgrajen zunanji del gradov, potem ko je bila njegova južna in jugovzhodna stran obdana z obzidjem. Grad je imel v celoti takrat dva izhoda: pomembnejša so bila južna vrata zunanjega oddelka, skozi katera je vodila cesta v Tõnismägi, druga pa so bila vrata na njegovem vzhodu, ki so Toompeo povezala z Spodnjim mestom.
Po nočni vstaji sv. Jurija je leta 1346 Danska prodala svoja posestva v Severni Estoniji in sledilo je 215 let pod vlado Livonskega reda. Talin (Spodnje mesto), ki je bil še vedno podrejen mestnim pravicam v Lübecku in je bil le nominalno odvisen od fevdalnega sistema, se je razvil v cvetoče hanzeatsko mesto, medtem ko je Toompea politično in družbeno nasprotovala Spodnjemu mestu. Meje ozemlja Toompee in Talina so bile določene s sporazumom leta 1348, ko je bilo 220 hektarjev od mestne dediščine dano Toompei. To območje, ki je jugozahodno od hriba in kjer so bila v poznejših obdobjih zgrajena predmestja (Vorstadt) Toompea (Tõnismäe, Kassisaba in Kelmiküla), se je do 20. stoletja imenovalo 'Kupolno ozemlje'.
Kmalu po vrnitvi v Toompeo je red začel grad širiti - celoten grad reda (nemško: Ordensburg) je bil razširjen in razvit v najmočnejše središče njegovih severnih področij, simbol njihove vojaške in politične moči. Zgrajeno je bilo novo višje zunanje obzidje, jarki so bili razširjeni in poglobljeni. Prvi del stolpa Pikk Hermann ('Visoki Herman'), ki je na vrhu gradu Toompea, je bil končan do leta 1371. Pikk Hermann je bil prvi stolp v Talinu, prilagojen obrambi v dobi strelnega orožja. Kasneje v 16. stoletju je bil stolp obnovljen višji, s prvotne višine 35 m. Obzidje Velikega gradu je bilo utrjeno tudi z novimi stolpi: skupno 14 obrambnih stolpov (vključno z vratnim stolpom z imenom 'Urni stolp' - edini izhod) je bilo ob njegovem zidu zgrajenih do konca 14. stoletja.

### Švedska in ruska oblast
Švedski imperij je med Livonsko vojno leta 1561 osvojil Severno Estonijo in jo obdržal do velike severne vojne, ko je Talin leta 1710 osvojila Rusija. Ko je Talin leta 1561 kapituliral pred Erikom XIV., se je kralj odločil, da status quo v odnosih med Toompeo in Spodnjim mestom. Toompea je kot samostojno mesto (Dom zu Reval) pod lastno upravo lahko obdržalo vrsto posebnih pravic in privilegijev, od katerih je zadnji ostal v knjigah do leta 1889. Toompea se je pridružil Talinu (Spodnje mesto) že leta 1878, ko so bili v času rusifikacije prejšnji zakoni, ki so urejali obe mesti, zamenjani z rusko upravno zakonodajo. Oba dela mesta sta bila za kratek čas tudi združena v letih 1785-1796. Toompea in Spodnje mesto sta bila združena v eno policijsko okrožje leta 1805. Za Toompeo je veljalo posebno zasebno pravo do leta 1944.
Leta 1684 je Toompea doživel najbolj uničujoč požar v svoji zgodovini. Toompejo so prizadeli prejšnji požari leta 1288, 1433, 1553 in 1581, toda požar leta 1684 je bil veliko večji in je uničil večino stavb na Velikem gradu, vključno s stolnico. Mali grad je pred ognjem ušel nepoškodovan. Požari so eden od vzrokov, zakaj je Toompea arhitekturno drugačen in novejši od Spodnjega mesta.
Konec 17. stoletja je bilo izdelanih več načrtov za okrepitev utrdb Toompee in Talina z zemeljskimi deli in sodobnimi bastijoni. Čeprav je bil projekt Erika Dahlbergha odobren leta 1686, je bila gradnja počasna zaradi finančnih težav, do začetka velike severne vojne pa sta bila okoli Toompee dokončana le dva bastijona - Švedski bastijon in Ingermanlandski bastijon, ki sta zaščitila Toompeo proti jugu.
Po veliki severni vojni in osvojitvi Estonije s strani Ruskega imperija je bila prva polovica 18. stoletja obdobje splošne zanemarjenosti Toompea in tudi gradu, ki je bil za nekaj desetletij zapuščen. Položaj se je spremenil v drugi polovici 18. stoletja: v letih 1767-1773 je bilo vzhodno krilo gradu po ukazu Katarine II. v celoti predelano v upravno stavbo guvernorata Estonije. Za gradnjo stavbe je bil porušen jugovzhodni stolp gradu (Stür den Kerl), kakor tudi zasuti jarki; skupaj z njim je bil zunanji oddelek gradov zasnovan v trg (Grajski trg, estonščina Lossi plats). Stavba je spominjala na aristokratsko palačo, zaradi katere je grad dobil drugo ime: palača Toompea. V istem obdobju je bila zgrajena tudi Stenbockova hiša, ena najimenitnejših stavb na severnem delu Toompea - predvidena sodna hiša je bila verjetno dokončana do leta 1792.
Talin je bil s seznama utrjenih mest Ruskega imperija odstranjen leta 1857. To je omogočilo gradnjo treh novih cest z južnega konca Toompee nad prejšnjimi obrambnimi objekti: Falgijeva cesta, zgrajena v letih 1856-1857, je vodila proti zahodu do avtoceste Paldiski, ulica Toompea (1860–1861) je vodila proti jugu do Tõnismägija in ulica Komandandi je vodila na vzhod, blizu vrat Harju, kjer je danes Steber zmage v vojni za neodvist.
Splošni videz Toompee se je močno spremenil, ko je bila v letih 1894-1900 zgrajena popolnoma drugačna ruska pravoslavna cerkev Aleksandra Nevskega. [36] Stolnica, ki stoji na Grajskem trgu pred palačo Toompea, je bila postavljena v času rusifikacije kot simbol carske vladavine in ruske prevlade. Zaradi zelo vidne lege in takoj prepoznavnega ruskega sloga je požela nasprotovanje že v času, ko je bila zgrajena in konec 1920-ih in 1930-ih v neodvisni Republiki Estoniji obstajali celo predlogi za njeno rušitev.
Leta 1903, ko so v bližini severnega konca hriba zgradili stopnice Patkuli, je Toompea dobil nov dostop iz smeri glavne železniške postaje v Talinu.

## Toompea danes
V prenovljenem gradu Toompea, ki ga sestavljajo vladarska palača carskega obdobja, obzidje in stolpi srednjeveške trdnjave, ekspresionistična stavba parlamenta iz leta 1922 in nekaj drugih stavb, je danes estonski parlament. Fasada palače klasicističnega guvernerja dominira na Lossi plats (Grajski trg), kjer jo nadzira pravoslavna cerkev Aleksandra Nevskega. Stolnica, danes glavna cerkev estonske pravoslavne cerkve Moskovskega patriarhata, je za turiste zaradi eksotičnega videza postala skoraj simbol Talina, mnenje Estoncev o njej pa je precej dvoumno. Luteranska stolnica (Toomkirik), iz katere je prvotno izhajalo ime Toompea, je danes sedež estonske evangeličanske luteranske cerkve in je morda najbolje ohranila srednjeveški videz med stavbami Toompee. Večina stavb v Toompei je iz 18. in 19. stoletja. Medtem ko je Mali grad na splošno ohranil svojo obliko, je od zidov in stolpov Velikega gradu ostalo le nekaj drobcev.
Med drugimi pomembnimi kraji v Toompei sta stavba estonske vlade (znana tudi kot hiša Stenbock) in zgradba estonskega viteštva, v katerem je bil od zgodnjih 1990-ih do leta 2005 Estonski muzej umetnosti, od leta 2009 pa ga začasno uporablja Estonska umetniška akademija. Tudi Estonska akademija znanosti ima sedež v Toompeu, v palači Ungern-Sternberg (sedež lokalne nemške kulturne samouprave v medvojnem obdobju).
V Toompeu je tudi več tujih veleposlaništev v Estoniji in sicer finskega, nizozemskega, portugalskega in pisarna kanadskega veleposlaništva.
V Toompeu je več razglednih ploščadi, ki ponujajo dober pogled na okoliško mesto in so priljubljene med turisti, ki obiskujejo Talin.